# Matjaž Knez
Matjaž Knez, slovenski gospodarstvenik, *  1960, Maribor.
Matjaž Knez je diplomiral na Univerzi v Mariboru iz gradbeništva, kjer je pričel svojo pot kot raziskovalec. Kasneje je kariero nadaljeval kot vodja projekta v podjetju Komunalni inženiring in kasneje v Gradis GP. Od leta 1993 do 2000 je bil direktor podjetja Gradis Nova, med letoma 2001 in 2004 je na prometnem ministrstvu opravljal funkcijo državnega sekretarja. Od leta 2004 je kot direktor vodil družbe PORR AG (PORR Slovenija), SCT Maribor. Funkcijo predsednika uprave DARS d.d. Družbe za avtoceste v Republiki Sloveniji opravlja od 20. avgusta 2012 dalje.